# Mona (zuivelmerk)
Mona was een Nederlandse zuivelfabriek binnen de coöperatie Melkunie-Holland, vervolgens Campina-Melkunie, en later als merk(naam) van FrieslandCampina. Het merk Mona staat op de derde plaats in de top tien van grootste zuivelmerken en het behoort tot de vijftien bestverkochte merken in Nederlandse supermarkten.
Mona maakte als Nederlandse zuivelfabriek binnen de coöperatie Melkunie, met vestigingen in Woerden en Borne, onder andere Optimel, Vifit, vla, vlaflip, bavarois, yoghurt, Bulgaarse yoghurt, kwark, hangop, chocolademousse en schepijs. In Borne werd kwark geproduceerd. Daarnaast beschikte de Monafabriek over een exportlijn waar room werd ingeblikt voor de Arabische markt. Onder het merk MONA worden yoghurt en griesmeel- en vladesserts verkocht.
In de glorietijd van Mona als zuivelfabriek binnen Campina was Mona ook een van de grootste fruitverwerkers in Nederland. Ieder stukje fruit in de desserts en dranken werd voorbereid in de eigen fruitafdeling. Fruit is afkomstig van externe leveranciers.
Om regelmatig variatie in het aanbod van nagerechten te verzorgen bood het merk een "toetje van de maand" en organiseerde men een verkiezing van "toetje van het jaar". 
De Mona-fabriek in Woerden is in 2004 gesloten; de fabriek in Borne in 2000. De productie is herverdeeld over andere melkfabrieken en toeleveranciers. De kwark komt van toeleveranciers uit Frankrijk. De Campina-fabriek in Heilbronn, voorheen Südmilch Molkerei produceert de Mona-puddingen. Alle Mona-producten worden binnen de EU geproduceerd.

## Geschiedenis
Vanaf de middeleeuwen kent Nederland de gewoonte om na de warme maaltijd een bordje pap te eten. Ondanks de enorme welvaartsbloei vanaf de jaren '60, waardoor Nederland steeds meer veranderde in een consumptiemaatschappij, bleef de keus in pap beperkt. Een drietal kleine, lokaal opererende, zuivelonderneminkjes kwamen daarom met het vruchtentoetje. Door het gebrek aan marketing werden deze toetjes nooit een succes. De kleine ondernemingen worden opgekocht door de voorlopers van Melkunie en samengebracht onder het merk 'Nijenrode'. Terwijl Melkunie probeerde de vruchtentoetjes in de markt te zetten kwam Unilever met een soortgelijk product onder de naam Jolly. Door hun uitgekiende en grootschalige reclamecampagne werd Jolly een groot succes ten koste van Nijenrode. 
Bij de CMC-Melkunie vroegen ze C. Ubbink om de zaken te reorganiseren. Hij veranderde de naam Nijenrode in Moba, afkomstig van het Amsterdamse bedrijf 'Met ons beiden aangepakt'. Alhoewel het ook wel eens 'Maakt ons boeren arm' werd genoemd. Vanwege de klank werd de B uiteindelijk vervangen door een N. Initieel werd als basis voornamelijk yoghurt gebruikt. Suiker, vruchtensappen, een speciale verpakking en een meesterlijke reclamecampagne deden de rest. 